# 迪亞曼特 (阿根廷)
32°4′S 60°39′W / 32.067°S 60.650°W

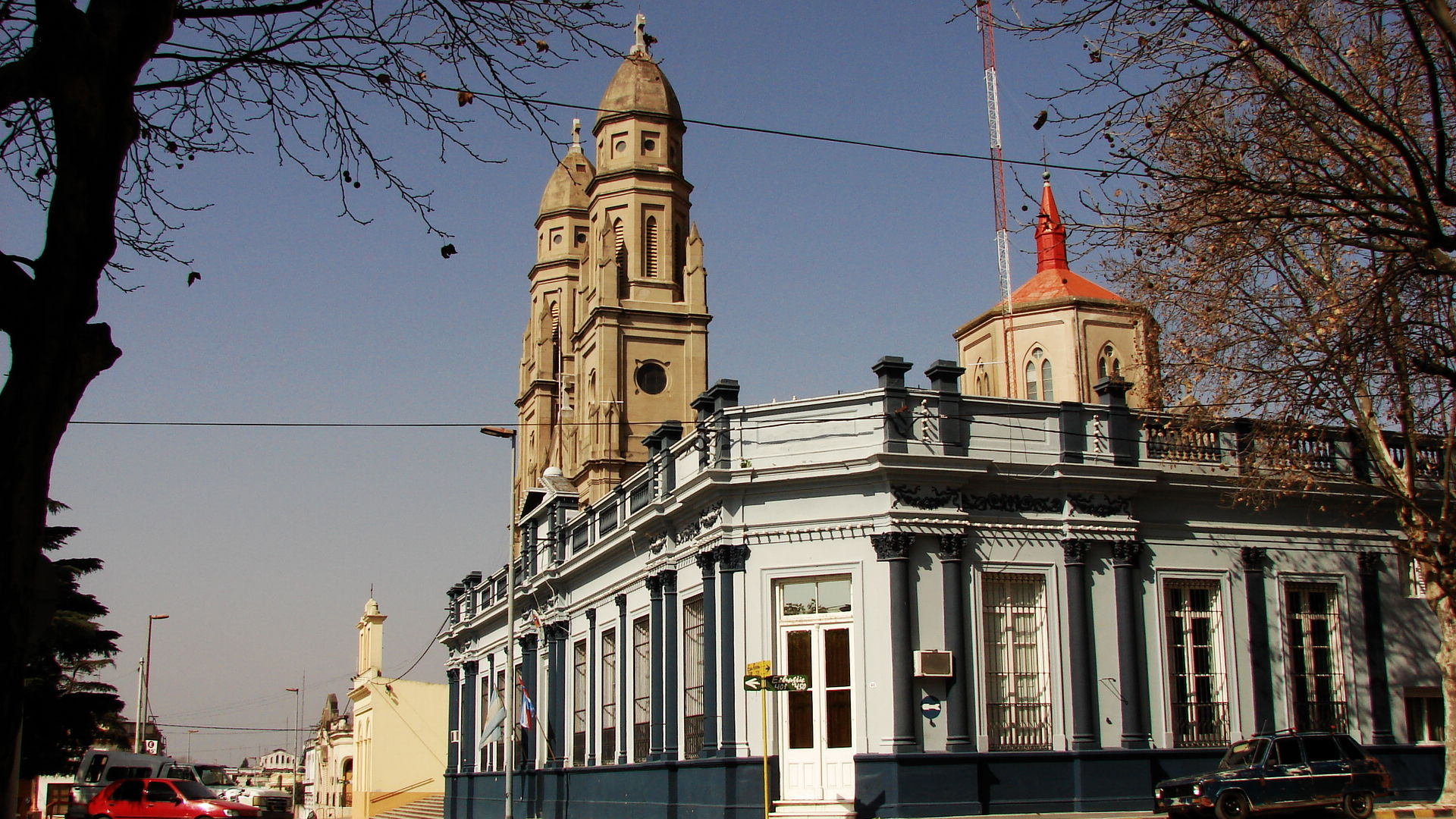
迪亞曼特

迪亞曼特（西班牙語：Diamante），是阿根廷的城鎮，位於該國東北部恩特雷里奧斯省，是迪亞曼特縣的首府，處於巴拉那河東岸，海拔高度14米，始建於1836年2月27日，2010年人口19,930。